# Corinn
Corinn – polski zespół rockowy z Rudy Śląskiej. Popularny w pierwszej połowie lat 90..

## Historia
Skład grupy tworzyli: Bogdan „Bodzio” Rajca (wokalista i autor tekstów piosenek zespołu), Janusz „Jim” Grzelak (gitarzysta i kompozytor utworów zespołu), Ireneusz „Irys” Skorupa (instrumenty klawiszowe), Dariusz „Pacior” Ficek (gitara basowa) i Ryszard „Riko” Piotrowski (perkusja). Zespół grał wówczas wyłącznie muzykę spod znaku rocka progresywnego, mając za inspirację dokonania Marillion i Genesis. Pierwszy, jednocześnie biletowany koncert Corinn dał 5 lipca 1991 roku, występując w sali widowiskowej HPR-ZTS w Rudzie Śląskiej. Dobra passa zespołu trwała w latach 1992–1994. Wówczas było o nim głośno, ponieważ nagrał kilka utworów w Teatrze STU w Krakowie, zaś utwór pt.  Nocne rozmowy był regularnie nadawany na antenie radiowej Trójki i zajął 7. miejsce na Liście przebojów Programu Trzeciego (1992). W 1994 roku zrealizowano teledysk do utworu Powrót wstecz, który był emitowany w Magazynie LUZ. Już w latach 90. Corinn przygotowywał się do nagrania płyty, lecz niedługo potem zespołowi skradziono sprzęt muzyczny, co przyczyniło się do jego rozpadu i przez co, do nagrania albumu nie doszło. Reaktywował się jednak w 2001 roku i występował na terenie Górnego Śląska oraz szukał sponsora, który pomógłby mu nagrać długo wyczekiwaną płytę kompaktową. W tym okresie zespół poszerzył swoje progresywne inklinacje o inspiracje dokonaniami amerykańskich grup rockowych: Toto, Journey i Foreigner. Okresowo Ryszarda Piotrowskiego za zestawem perkusyjnym zastępował Ryszard „Riko” Rajca. Kolejnym przełomowym momentem w historii grupy okazało się uruchomienie projektu na portalu MegaTotal.pl, dzięki czemu udało się zebrać całą kwotę na wydanie debiutanckiego albumu, który tytuł wziął od najbardziej znanego utworu grupy sprzed lat, tj. Nocne rozmowy (premiera: 1 grudnia 2014). W nagraniu wzięła udział gościnnie Katarzyna Kajdzik (śpiew i wokal wspierający). Na nowo nagrany utwór tytułowy krążka znalazł się na 1. miejscu Listy przebojów Programu Trzeciego. Powstał również teledysk do piosenki pt. Nie będziesz sam. Działalność zespołu przerwała śmierć wokalisty Bogdana Rajcy 10 października 2018 roku.

## Dyskografia

### Albumy
- Nocne rozmowy (CD, 2014)[1]